# Клиентелизъм
Това са неофициални властови отношения, базирани на размяната на услуги между индивиди или групи, които не са в равностойни обществени позиции.
Този термин води произхода си от Древен Рим, където с него се обозначава ситуацията, при която плебей е бил под патронажа на патриций, който срещу определени услуги от страна на плебея-клиент се е задължавал да пази живота и интересите му и така става негов патрон. Подобна е най-простата форма на клиентелизъм, която е разпространена в малки общности и по-примитивни общества. При нея личността с по-висок статус (патрон) използва властта и средствата си, за да защитава и облагодетелства някого с по-нисък обществен статус (клиент). Клиентът от своя страна отвръща на това, предлагайки своята подкрепа и услуги на патрона.
В международната политика клиентска държава е такава държава, която е икономически, политически и военно подчинена на или зависима от друга държава. Примери за държавен клиентелизъм са сателитна държава, обвързана държава, марионетна държава, неоколония, протекторат, васал, спомагателна държава.

## Съвременна представа
В съвременното общество клиентелистките връзки са по-сложни. Клиентелизмът започва да се разбира като разпределение на блага и услуги, работни места за последователите в замяна на политическа подкрепа. Различават се традиционен и нов клиентелизъм. При традиционния клиентелизъм връзките патрон-клиент са хоризонтални и базирани на лично влияние и привързаност. В него патроните са изтъкнати личности, които разчитат на престижа си, а клиентът показва всеотдайността и благодарността си. Новият клиентелизъм включва организации, отношенията патрон-клиент са вертикални и облагите са материални. Патронът контролира дадена политическа организация и използва публичните средства, например свързани с осигуряване на работни места, социални придобивки, пенсии и т.н., в полза на клиентите, които могат да бъдат организации от типа на професионални асоциации или етнически малцинства, които от своя страна отвръщат на услугите с политическа подкрепа и гласуване в полза на патрона.